# Doja Cat
阿玛拉·拉特娜·赞迪尔·德拉米尼（英語：Amala Ratna Zandile Dlamini，1995年10月21日—），艺名Doja Cat，是一名来自美国洛杉矶的歌手、饶舌歌手与词曲作家。2018年，其歌曲〈Mooo!〉的音樂錄影帶发布，爆红网络。在此之后，她的数支歌曲及音樂錄影帶在抖音等社交媒体应用上蹿红。
Doja Cat在洛杉矶出生并长大，十多岁时便开始制作音乐并发布到SoundCloud上。17岁时，她与RCA和Kemosabe唱片公司签下了唱片合约，随后于2014年发布了首张迷你專輯《Purrr!》。2018年，Doja Cat发布了首张录音室专辑《Amala》，随后于2019年推出了该专辑豪华版，包含单曲〈Tia Tamera〉和〈Juicy〉。同年，Doja Cat发布了大获成功的第二张录音室专辑《Hot Pink》，其包含了热门单曲〈Say So〉，由饶舌歌手妮琪·米娜献声的该单曲remix版登上了《告示牌》百强单曲榜榜首，成为了两位艺人的首支冠军单曲。2022年以單曲〈Kiss Me More〉奪得首座葛萊美獎的最佳流行對唱/團體演出獎。 

## 早年生活与音乐生涯

### 1995–2011年：早年生活
阿玛拉·拉特娜·赞迪尔·德拉米尼于1995年10月21日出生在加利福尼亚州洛杉矶街区塔扎纳的一个艺术家庭，她的母亲德博拉·伊丽莎白·索耶（Deborah Elizabeth Sawyer）是犹太裔美国人画家，她的父亲杜米萨尼·德拉米尼（Dumisani Dlamini）是南非祖鲁人演员、作曲家和电影制片人，知名于1992年的音乐剧情片《奔向骄阳》。出生后，Doja Cat随即搬到了纽约州的拉伊市并在那里生活了五年。之后，她随单亲母亲回到了加利福尼亚州，在奥克帕克经历了一个“运动型的童年”，经常滑冰以及去马里布的冲浪营地。在这段时间里，她学习了芭蕾舞、踢踏舞和爵士舞，而她母亲会在家里播放D'Angelo、傑米羅奎、Tupac、地风火乐团和埃里卡·巴杜等艺人的音乐。11岁半时，她回到了洛杉矶的舍曼奥克斯，住进了当地的一个静修处并在那里修了四年的印度教。在此期间，她还参加了霹雳舞班并加入了一个比赛队。

### 2012–2017年：生涯伊始与签约厂牌
16岁时，正上高中三年级的Doja Cat选择了辍学，之后她便从YouTube上下载伴奏来创作音乐，并且自学了库乐队。她曾表示高中辍学后的生活是“混沌”（messy）的。在最初的几个月里，她会将歌曲上传到SoundCloud上，紧接着再撤下来，直到2012年底的歌曲〈So High〉，据她回忆，在该曲获得了12次浏览量后，她哭了。她为自己取了艺名“Doja Cat”，艺名取自她的猫与她喜欢的大麻品种。她说：“我深深迷恋大麻与大麻文化，所以当我开始说唱的时候，我想到了‘doja’这个词，它听起来很像女孩的名字。”（I was heavily addicted to weed and weed culture, so when I began rapping I thought of the word 'doja' and how it sounds like a girl's name.）
2014年，17岁时的Doja Cat签约了卢克博士在RCA唱片旗下的厂牌Kemosabe Records。至于如何结识卢克博士与签约厂牌的，Doja Cat拒绝透露。同年晚些时候，Doja Cat通过MAU唱片公司发行了首张EP《Purrr!》，其被《The Fader》杂志形容为“太空般的、受东方影响的R&B”（spacey, eastern-influenced R&B）。在EP专辑发行前，〈So High〉被作为单曲重新发行，这首歌也曾在电视音乐剧《嘻哈帝国》第一季第三集里出现。2015年中，OG Maco于推特宣布Doja Cat签约了其厂牌OGG。在签约之后，Doja Cat与OG Maco于2016年底合作了歌曲〈Monster〉，收录在OG Maco发布于2017年的混音带《Children of the Rage》中。彼时Doja Cat也开始与其他艺人合作，如同属Kemosabe厂牌的伙伴Elliphant以及Soundcloud饶舌歌手Skoolie Escobar、Pregant Boy和frumhere。

### 2018–2019年：《Amala》与〈Mooo!〉
2018年2月1日，Doja Cat发布了单曲〈Roll with Us〉，该曲一经发布便登上了Spotify全球瘋傳前50名榜（Global Viral 50）。2018年3月9日，Doja Cat同时发布了单曲〈Candy〉与〈Go to Town〉，后者连同发布了音樂錄影帶。《HotNewHipHop》杂志称赞了〈Go to Town〉中“细腻的声线与可爱的歌词”（delicate vocals and lovable lyrics），指出该曲拥有Doja Cat“在流行的与受R&B影响的声音之间的黄金点”（signature sweet spot between pop and R&B-influenced sounds）。2018年3月30日，Doja Cat的首张录音室专辑《Amala》发布。
2018年8月10日，Doja Cat在YouTube上传了纯自制的音樂錄影帶〈Mooo!〉。视频中的歌曲是一首新奇歌曲，有着荒诞的歌词，在这首歌中，她幻想自己是一头奶牛，该视频获得了饶舌者钱斯、凯蒂·佩里与克里斯·布朗等人气艺人的关注与好评。由于该视频在爆红后广受追捧，2018年8月31日，Doja Cat发布了单曲版的〈Mooo!〉。2019年2月，Doja Cat发布了由Rico Nasty献声的单曲〈Tia Tamera〉及其音樂錄影帶，收录于随后发布的豪华版《Amala》专辑中。豪华版的《Amala》收录了三首新歌，其中就包括〈Mooo!〉。2019年3月，Doja Cat在ColorsXStudios节目上演唱了豪华版《Amala》中的最后一首歌曲〈Juicy〉，在YouTube上获得了超过2100万的浏览量。2019年8月，由泰加献声的remix版〈Juicy〉及其音樂錄影帶发布，该曲一经发布便登至《告示牌》百强单曲榜第83名，之后最高登至第41名。

### 2019-2020年：《Hot Pink》与突破
2019年10月26日，Doja Cat发布了单曲〈Rules〉并公布了自己的第二张录音室专辑《Hot Pink》。2019年11月7日，专辑《Hot Pink》发布，获得了普遍好评，最高登至《公告牌》二百强专辑榜第9名。2019年11月下旬期间，Doja Cat发布于2018年3月的单曲〈Candy〉在短视频平台TikTok上催生了一场爆红的舞蹈挑战，单曲“Candy”首次登上了《告示牌》百强单曲榜（最高登至第86名），同时也登上了澳大利亚、加拿大和爱尔兰的榜单。2019年12月15日，Doja Cat为2020年1月23日上映的超级英雄电影《猛禽小隊：小丑女大解放》的原声带推出了单曲了〈Boss Bitch〉，登上了美国、加拿大、法国、意大利、日本、英国等28个国家的榜单。
2020年1月28日，专辑《Hot Pink》中的第五首歌曲〈Say So〉派台。该曲最初于2019年11月随专辑一起发布，之后在短视频平台TikTok上获得了巨大的人气。2月26日，Doja Cat在《吉米·法伦今夜秀》节目中演唱了该曲。次日，Doja Cat发布了由汉娜·勒克斯·戴维斯执导的该曲音樂錄影帶。〈Say So〉的独唱版登上了《告示牌》百强单曲榜第5名，成为了Doja Cat首支进入《告示牌》百强单曲榜前10名的单曲。Doja Cat原定于3月为专辑推广而举办Hot Pink巡回演唱会，后因2019冠状病毒病疫情而延期。5月11日，由饶舌歌手妮琪·米娜献声的该曲remix版登上了《告示牌》百强单曲榜榜首，成为了两位艺人的首支冠军单曲，这首remix版歌曲也是自伊基·阿塞莉娅与查莉·XCX合作的〈Fancy〉之后的首支登上榜首的女艺人合作歌曲。
2020年10月，美国歌手碧碧·雷克萨发布了单曲〈Baby, I'm Jealous〉，其为碧碧·雷克萨即将发布的第二张录音室专辑的主打歌，Doja Cat客串了该曲。

### 2021年至今：《Planet Her》
Doja Cat在2020年9月曾表示她的第三张录音室专辑已经完成并准备发布，然而2021年3月，她向《V》杂志表示这张专辑“几近完成”，透露称专辑的正式名称为《Planet Her》，预计2021年6月25日发布。
2021年4月9日，Doja Cat发布了新歌曲《更多的吻》，该歌曲是首次和SZA合作。

## 艺术性
在音乐上，Doja Cat受埃里卡·巴杜、傑米羅奎、PartyNextDoor和德雷克的影响。

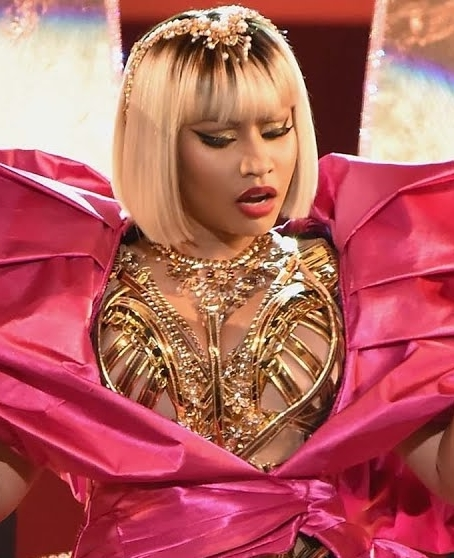
Doja Cat指稱妮琪·米娜（圖示者）是為她帶來最大影響。

### 所受影響
Doja Cat曾指出她所受的最大影響來自於妮琪·米娜。在一則告示牌的訪問中，Doja Cat聲明她是「鍾情於妮琪·米娜投放到世界的一切事物」。在她第三個錄音室專輯《蜜桃星球》收錄的歌曲《Get Into It (Yuh)》，她向米娜致敬，並借用米娜她2010年上榜單曲《Massive Attack》中的歌詞和饒舌。評論指出，整一個專輯也是極大受到米娜自身的影響，如紐約客評述她「樹立於她前任妮琪·米娜搭建起的流行饒舌傳奇之上 」。她也點名劳琳·希尔與巴斯达韵對她自己有相當重大的影響。她論及巴斯达韵時說：「如果我聽見一段巴斯达韵的節律絕對會高興得不得了，我會用我自己的聲音模仿他做相類似的一段flow」。

## 个人生活
Doja Cat此前曾谈到她的父亲杜米萨尼·德拉米尼的缺席，表示即使她父亲积极地在她Instagram帖文下评论道他对女儿的骄傲，她也“从未见过他”。她对《The Fader》杂志称“我对他或任何事毫无怨恨，但显然这有点奇怪。”（I don’t hold grudges against him or anything in any way, but obviously it’s a little weird.）不过，她的父亲却间接否认了这些说法，称他和女儿有着“良好”（healthy）的关系。
在一次Instagram直播中，当Doja Cat被问及性取向时，她表示“（男人和女人）我都喜欢。我喜欢那话儿，我也喜欢…我喜欢能和我上床的人。你可以和任何人上床，对吗？”（I like both [men and women]. I like dicks and I also like, um, I like people that I can have sex with. You can kind of have sex with anybody, right?）。

## 争议

### LGBT的批评
在〈Mooo!〉走红后不久，2018年9月，Doja Cat被挖出曾在推特上发表过侮辱同性恋的言论，引发了争议。在一条追溯到2015年的推文中，Doja Cat用“死基佬”（faggot）一词来形容嘻哈音乐团体Odd Future的成员造物主泰勒和Earl Sweatshirt。起初，Doja Cat为自己过去的言论进行了辩护，称“我在2015年上高中时曾叫过两个人死基佬，这就意味着我不该得到拥戴了？我这辈子大概说过一万五千次死基佬。说死基佬就意味着你讨厌男同吗？我不认为我讨厌男同。男同挺好的。”（I called a couple people faggots when I was in high school in 2015 does this mean I don't deserve support? I've said faggot roughly like 15 thousand times in my life. Does saying faggot mean you hate gay people? I don't think I hate gay people. Gay is ok.）她的回应遭到了更多回呛，其中包括情景喜剧《威尔与格蕾丝》的女主角黛博拉·梅辛在推特上的批评，梅辛表示对Doja Cat为自己过去的无知所作的辩护感到失望，并恳请她利用自己的名气和平台做好事。此后，Doja Cat为她的不当言论作了道歉并删除了推文。

### 确诊感染新冠肺炎
2020年3月，Doja Cat讽刺新冠肺炎者是“小孬孬”，甚至把新冠肺炎来开玩笑。最终于2020年7月26日确诊感染新冠病毒。

## 音乐作品

### 專輯
- 《阿玛拉》 (2018)
- 《Hot Pink》 (2020)
- 《蜜桃星球》（2021）
- 《緋紅魔女》 (2023)
- 《Vie》 (2025)

### 單曲
- 〈So High〉 (2014)
- 〈Go To Town〉 (2018)
- 〈Candy〉 (2018)
- 〈Mooo!〉 (2018)
- 〈Tia Tamera〉(里科·納斯蒂客串) (2019)
- 〈Juicy〉(與泰加合唱) (2019)
- 〈Bottom Bitch〉 (2019)
- 〈Rules〉 (2019)
- 〈Cyber Sex〉 (2019)
- 〈早點說〉(獨唱或妮琪·米娜客串) (2020)
- 〈Boss Bitch〉 (2020)
- 〈我喜歡〉(古馳·馬恩客串) (2020)
- 〈Freak〉 (2020)
- 〈街頭愛情〉 (2021)
- 〈更多的吻〉(SZA客串) (2021)
- 〈想知道〉 (2021)
- 〈你是對的〉(與威肯合唱) (2021)
- 〈Woman〉 (2021)
- 〈蜜桃快感〉 (2022)
- 〈賭城情仇〉 (2022)
- 〈放肆狂歡〉 (2023)
- 〈阿古拉山〉 (2023)

## 获奖与提名

### 葛萊美獎
| 年份 | 獲提名名稱                          | 獎項                  | 結果 |
| ---- | ----------------------------------- | --------------------- | ---- |
| 2021 | Doja Cat                            | 最佳新人              | 提名 |
| 2021 | Say So                              | 年度單曲              | 提名 |
| 2021 | Say So                              | 最佳流行獨唱表演      | 提名 |
| 2022 | Kiss Me More(Feat.SZA)              | 最佳流行對唱/組合表演 | 獲獎 |
| 2022 | Kiss Me More(Feat.SZA)              | 年度製作              | 提名 |
| 2022 | Kiss Me More(Feat.SZA)              | 年度單曲              | 提名 |
| 2022 | Planet Her                          | 最佳流行專輯          | 提名 |
| 2022 | Planet Her                          | 年度專輯              | 提名 |
| 2022 | Need To Know                        | 最佳旋律饒舌表演      | 提名 |
| 2022 | Best Friend-Saweetie(feat.Doja Cat) | 最佳饒舌歌曲          | 提名 |
| 2022 | MONTERO                             | 年度專輯              | 提名 |

### 其他獲獎與提名
| 大奖                   | 年份 | 奖项                                                                                          | 获提名作品/人                   | 结果 | 参考   |
| ---------------------- | ---- | --------------------------------------------------------------------------------------------- | ------------------------------- | ---- | ------ |
| 全美音樂獎             | 2020 | 年度新人（New Artist of the Year）                                                            | 本人                            | 獲獎 | [ 53 ] |
| 全美音樂獎             | 2020 | 最受欢迎灵魂/R&B女艺人（Favorite Female Soul/R&B Artist）                                     | 本人                            | 獲獎 | [ 53 ] |
| 全美音樂獎             | 2020 | 最受欢迎灵魂/R&B专辑（Favorite Soul/R&B Album）                                               | 专辑《Hot Pink》                | 提名 | [ 53 ] |
| 全美音樂獎             | 2020 | 年度音乐录影带（Video of the Year）                                                           | 单曲〈Say So〉                  | 提名 | [ 53 ] |
| 黑人娱乐电视大奖       | 2020 | 年度音乐录影带（Video of the Year）                                                           | 单曲〈Say So〉                  | 提名 | [ 82 ] |
| 黑人娱乐电视大奖       | 2020 | 最佳嘻哈女艺人（Best Female Hip Hop Artist）                                                  | 本人                            | 提名 | [ 82 ] |
| 公告牌音乐奖           | 2020 | 最佳R&B歌曲（Top R&B Song）                                                                   | 单曲〈Juicy〉 (与泰加)          | 提名 | [ 15 ] |
| BreakTudo奖            | 2020 | 国际热曲（International Hit）                                                                 | 单曲〈Say So〉                  | 提名 | [ 83 ] |
| BreakTudo奖            | 2020 | 国际高光艺人（International Revelation）                                                      | 本人                            | 提名 | [ 83 ] |
| 葛萊美獎               | 2021 | 最佳新人（Best New Artist）                                                                   | 本人                            | 提名 | [ 84 ] |
| 葛萊美獎               | 2021 | 年度唱片（Record of the Year）                                                                | 单曲〈Say So〉                  | 提名 | [ 84 ] |
| 葛萊美獎               | 2021 | 最佳流行个人表演（Best Pop Solo Performance）                                                 | 单曲〈Say So〉                  | 提名 | [ 84 ] |
| 拉丁美洲音乐奖         | 2021 | 最受欢迎音乐录影带（Favorite Video）                                                          | 单曲〈Del Mar〉 (与Ozuna和希雅) | 待定 | [ 85 ] |
| LOS40音乐奖            | 2020 | 最佳国际新人（Best International New Act）                                                    | 本人                            | 提名 | [ 86 ] |
| MTV巴西千禧年奖        | 2020 | 全球热曲（Global Hit）                                                                        | 单曲〈Say So〉(与妮琪·米娜)     | 提名 | [ 87 ] |
| MTV巴西千禧年奖        | 2020 | 国际合作作品 (与Gringo)（International Collaboration）                                        | 单曲〈Say So〉(与妮琪·米娜)     | 提名 | [ 87 ] |
| MTV歐洲音樂大獎        | 2020 | 最突出艺人（Best Push Act）                                                                   | 本人                            | 提名 | [ 88 ] |
| MTV歐洲音樂大獎        | 2020 | 最佳新人（Best New Act）                                                                      | 本人                            | 獲獎 | [ 88 ] |
| MTV音樂錄影帶大獎      | 2020 | 最突出新人（Push Best New Artist）                                                            | 本人                            | 獲獎 | [ 25 ] |
| MTV音樂錄影帶大獎      | 2020 | 年度歌曲（Song of the Year）                                                                  | 单曲〈Say So〉                  | 提名 | [ 25 ] |
| MTV音樂錄影帶大獎      | 2020 | 最佳指导（Best Direction）                                                                    | 单曲〈Say So〉                  | 提名 | [ 25 ] |
| MTV音樂錄影帶大獎      | 2020 | 最佳夏季歌曲（Song of Summer）                                                                | 单曲〈Say So〉                  | 提名 | [ 25 ] |
| 有色人种进步协会形象奖 | 2021 | 杰出新艺人（Outstanding New Artist）                                                          | 本人                            | 待定 | [ 89 ] |
| NRJ音乐奖              | 2020 | 年度音乐录影带（Video of the Year）                                                           | 单曲〈Say So〉                  | 提名 | [ 90 ] |
| NRJ音乐奖              | 2020 | 年度国际高光艺人（International Revelation of the Year）                                      | 本人                            | 獲獎 | [ 90 ] |
| 人民选择奖             | 2020 | 2020年最佳新人（Best New Artist of 2020）                                                     | 本人                            | 獲獎 | [ 91 ] |
| 人民选择奖             | 2020 | 2020年度原声带歌曲（Soundtrack Song of 2020）                                                 | 单曲〈Boss Bitch〉              | 提名 | [ 91 ] |
| TEC奖                  | 2021 | 杰出创造性成就 – 唱片/制作/专辑（Outstanding Creative Achievement – Record Production/Album） | 专辑《Hot Pink》                | 提名 | [ 92 ] |

## 巡演

### 领衔
- Amala Tour (2018–2019年)
- The Scarlet Tour (2023–2024年)

### 嘉宾
- Theophilus London – Vibes Tour (2015年)
- 莉佐 – Good As Hell Tour (2017年)